# Perrinia stellata
Perrinia stellata is een slakkensoort uit de familie van de Chilodontaidae. De wetenschappelijke naam van de soort werd voor het eerst geldig gepubliceerd in 1864 door A. Adams.